# Lago Houston
El lago Houston (del inglés: Lake Houston) es un embalse artificial localizado al oeste del río San Jacinto, a unos 24 km al noreste del centro de la ciudad de Houston, Texas, EE. UU. El embalse es la principal fuente de agua de la ciudad de Houston y gran parte de los alrededores.
- Datos: Q2614513
- Multimedia: Lake Houston / Q2614513